# 井内雄四郎
井内 雄四郎（いのうち ゆうしろう、1933年12月18日 - 2024年5月19日）は、日本の英文学者、翻訳家。
早稲田大学名誉教授。

## 略歴
1964年早稲田大学大学院博士課程単位取得満期退学、早稲田大学第一文学部教授。2003年定年退職。
アイリス・マードックを中心に、英国女性小説が専攻。ワセダミステリクラブ二代目会長もつとめた。
2024年5月19日、逝去。享年92（満90歳）。
伯父はギリシア古典文学研究者の高津春繁。

## 著書
- 『現代イギリス小説序論 政治と実存』（南雲堂） 1984
- 『比較の視野 漱石・オースティン・マードック』（旺史社） 1997
- 『アイリス・マードックの世界』（旺史社） 2003

### 共著
- 『現代イギリスの女流作家たち』（大社淑子、評論社） 1979

## 翻訳
- 『スパイ』（J・コンラッド、思潮社） 1966／改題『密偵』河出書房新社 1974、のちグーテンベルク21（電子書籍）
- 『宙ぶらりんの男』（ソール・ベロー、太陽社） 1968
- 『魔術師から逃れて』（アイリス・マードック、太陽社） 1969／改題『魅惑者から逃れて』集英社文庫 1979
- 『寒い国』（ジェニファー・ドースン、新潮社） 1971
- 『夏の鳥かご』（マーガレット・ドラブル、新潮社） 1973
- 『ベンスン殺人事件』（ヴァン・ダイン、旺文社文庫） 1976、のちグーテンベルク21
- 『闇からの声』（イーデン・フィルポッツ、旺文社文庫） 1977
- 『セント・アーベインの騎士』（モルデカイ・リッチラー、藤井かよ共訳、早川書房） 1978
- 『赤毛のレドメイン家』（イーデン・フィルポッツ、旺文社文庫） 1979
- 『季節のない愛 ギャリックの年』（マーガレット・ドラブル、サンリオ） 1981